# Zancleopsis tentaculata
Zancleopsis tentaculata är en nässeldjursart som beskrevs av Paul Torben Lassenius Kramp 1928. Zancleopsis tentaculata ingår i släktet Zancleopsis och familjen Zancleopsidae. Inga underarter finns listade i Catalogue of Life.